# Masters de Canadá 1992

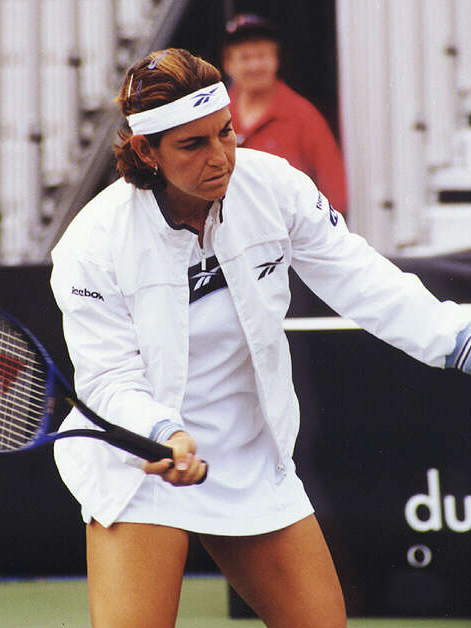
Arantxa Sánchez Vicario, tenista profesional española.

El Abierto de Canadá 1992 fue un torneo de tenis jugado sobre pista dura. Fue la edición número 103 de este torneo. El torneo masculino formó parte de los Super 9 en la ATP. La versión masculina se celebró entre el 20 de julio y el 26 de julio de 1992.

## Campeones

### Individuales masculinos
Andre Agassi vence a  Ivan Lendl, 3–6, 6–2, 6–0.

### Dobles masculinos
Patrick Galbraith /  Danie Visser vencen a  Andre Agassi /  John McEnroe, 7–5, 6–4.

### Individuales femeninos
Arantxa Sánchez Vicario vence a  Monica Seles, 6–3, 4–6, 6–4.

### Dobles femeninos
Lori McNeil /  Rennae Stubbs vencen a  Gigi Fernández /  Natasha Zvereva, 3–6, 7–5, 7–5.